# Нью-Йорк Ред Буллз
«Нью-Йорк Ред Буллз» (англ. New York Red Bulls) — професіональний футбольний клуб з Нью-Йорка (США), що грає у Major League Soccer — вищому футбольному дивізіоні США та Канади. Є одним з десяти клубів, що грали в МЛС в першому сезоні після заснування. Команду було засновано під назвою Нью-Йорк/Нью-Джерсі МетроСтарз (англ. New York/New Jersey MetroStars), а з 2006 року грає під теперішньою назвою. Нью-Йорк Ред Буллз двічі вигравав Supporters' Shield — нагороду для переможця регулярного чемпіонату.
Домашні матчі проводить на «Ред Булл Арена», котра розташована у Гаррісоні — передмісті Нью-Йорка. Власником команди є австрійський концерн Red Bull GmbH.

## Здобутки
- Кубок МЛС
  - Фіналіст (1):2008
- Supporters' Shield
  - Переможець (2): 2013, 2015
- Конференції
  - Переможець Плей-оф Східної конференції (1): 2008
  - Переможець Східної конференції Регулярному сезоні (5):2000, 2010, 2013, 2015, 2016
- Інші трофеї